# María Micaela Nesbitt y Calleja
María Micaela Nesbitt y Calleja (Madrid, 1801 – ?) fue una pintora y traductora española.

## Trayectoria

### Pintora
Hija quizás del comerciante Stewart Nesbitt Sawers, activo en Cádiz en 1810, tomó después su nombre de casada como Micaela Nesbitt de Percebal. Fue una de las primeras alumnas del Estudio de Dibujo que abrió la Real Academia de Bellas Artes de San Fernando en la calle de Fuencarral, exclusivamente para mujeres, en el año 1819.
Al solicitar en 1820 ser nombrada académica de mérito en dicha institución, manifestó que estudiaba Pintura bajo la dirección de Vicente López Portaña. Para conseguirlo, presentó una Virgen hecha al pastel.con el la leyenda "La Contemplación de la Virgen, copiada al pastel por Doña María Micaela Nesbit." Lo consiguió y así figura en sus archivos. Esta obra figuró en la exposición pública que celebró la Academia en 1840 con el título La Virgen con las manos juntas.

### Traductora
Durante los cuarenta primeros años del siglo XIX solo se publicaron en España cuatro novelas históricas de autoría femenina, tres de ellas traducciones del francés, Zulima (1817) traducida por Micaela Nesbitt y Calleja, Reynaldo y Elina o la sacerdotisa peruana (1820) por Antonia Tovar y Salcedo, La invención del órgano o Abassa y Bermécides (1833) por Maria Belloumini y una novela original de la murciana Casilda Cañas de Cervantes, La española misteriosa (1833).
Su primera obra traducida fue, en 1817, Zulima, ou l'amour pur, seconde nouvelle historique (sic), del escritor francés Eustache Le Noble, publicada en 1694 en París. La noticia de su traducción apareció en el Diario de Madrid en 1818 con el título de Zulima. El argumento trata de la hija del sultán Noradin de Egipto, enamorada del príncipe Eberardo de Westphalia, quien está sufriendo cautiverio en tierras africanas y que está casado con la princesa cristiana Leonor Zulima, que le ayuda en su huida, acompaña a Eberardo a Europa, es acogida por los esposos, se convierte al cristianismo y contrae matrimonio con el príncipe alemán tras la muerte de Leonor. En las veces que apareció anunciada su publicación se insistía en la enseñanza moral de la novela. Este tipo de novelas sentimentales eran del gusto del público aunque la traductora eludió citar el nombre del autor en el prólogo porque tenía fama de libertino.
También realizó la traducción de la novela de la escritora inglesa Clara Reeve El Campeon de la virtud, ó, El baron inglès (sic), publicada en 1854 por la Imprenta de Juan de la Cuesta y Compañía en Valladolid. En ella figura como Micaela Nesbitt de Percebal. Fue la primera traducción al español de esta obra considerada una de las primeras novelas góticas de la literatura inglesa, que había sido publicada en 1777 y traducida a varios idiomas. En la versión en castellano hay una introducción en que Nesbitt hace una defensa de la novela. Su traducción usa de la amplificación con un doble objetivo: introducir en el texto el ideal moral propio de la traductora y adaptar el texto al gusto español de la época, en general menos repetitivo y más recargado que el inglés.